# 石川湧
石川 湧（いしかわ ゆう、1906年11月10日 - 1976年10月31日）は、日本のフランス文学者、翻訳家。東京学芸大学名誉教授。

## 経歴
栃木県生まれ。本名・わくみ。1927年東京外国語学校フランス語科卒業。はじめ唯物論、マルクス主義関係の文献、フランス文学を訳す。戦後、東京学芸大学教授を務め、モーリス・ルブラン、ジュール・ヴェルヌなどの翻訳で知られた。翻訳家の石川布美は娘。

## 著書
- 『唯物弁証法とは何か』（編）（人文書房） 1931
- 『フランス唯物論』（三笠書房、唯物論全書） 1937
- 『石川湧文集』（石川湧文集刊行委員会、緑林社） 1984.12

## 翻訳
- 『史的唯物論より見たる文學』（マルク・イツコウイッチ、春陽堂） 1929
- 『モン・パリ変奏曲』（フイリツプ・スーポウ、春陽堂、世界大都会尖端ジヤズ文学） 1930
- 『レーニンの亡命生活』（アリーン、白鳳社、社会科学ブツクレツト） 1931
- 『エル・ハヂ』（アンドレ・ジィド、文圃堂書店） 1933
- 『読書術』（エミイル・フアゲ(Émile Faguet)、松柏館書店） 1934、のち中公文庫
- 『バルザック批判』（マリイ・ボオル、楽浪書院） 1934
- 『批評の生理学』（Physiologie de la critique、テイボオデ、春秋社） 1935
- 『わが毒舌』（サント・ブウヴ、サイレン社） 1935
- 『獄中記』（シルヴィオ・ペリコ(Silvio Pellico)、春秋社） 1936
- 『哲学的散歩』（グウルモン、春秋社） 1937
- 『文学的散歩』（グゥルモン、春秋社） 1938
- 『哲学入門』（エミイル・フアゲ、春秋文庫） 1938
- 『戦争・外交・建国の憶ひ出 第1』（エドワルド・ベネシ、モナス） 1938
- 『幸福論』（アラン、万里閣） 1940、のち角川文庫
- 『鳥はなぜ歌ふ』（ジャック・ドラマン(Jaques Delamain)、三笠書房） 1941
- 『芸術と精神分析』（イスコウイッチ、新民書房） 1941
- 『ライオンのめがね』（Les Lunettes du Lion、シャルル・ヴィルドラック、中央公論社） 1941
- 『人間論』（シヤルル・リシェ、万里閣） 1946
- 『ヨーロッパに告ぐ』（トーマス・マン、大雅堂） 1946
- 『モオパン嬢』上・下（Mademoiselle de Maupin、ゴオチエ、扶桑書房） 1948
- 『狂信の墓 キリスト教の歴史的検討』（ヴォルテール、彰考書院） 1949
- 『地球訪問記 ミクロメガス』（ヴォルテール、改造社） 1949
- 『人生哲学』（エルネスト・ルナン、春秋社） 1949
- 『夢多き乙女の冒険』（T・ゴーティエ、岡倉書房） 1950
- 『博物誌』（ジュール・ミシュレ、岩崎書店） 1950 - 1951、のちちくま学芸文庫
- 『愛は神ならず』（ノエル・ヌエット、角川文庫） 1952
- 『人間のしるし』（La Marque de l'homme、C.モルガン、岩波書店、岩波現代叢書） 1952
- 『世界の重み』（Le Poids du monde, Ferenczi、C・モルガン、岩波書店、岩波現代叢書） 1953
- 『毛沢東 新中国の鍵』（クロード・ロア、創元社） 1953
- 『雪の上の七つの太陽』（テルディー・ナン(Robert Teldy Naim)、岩波少年文庫） 1955
- 『ぞうのプーパ』（ドメーゾン(André Demaison)、創元社、世界少年少女文学全集） 1955
- 『羅針盤のない旅行者』（Le Voyageur sans boussole, Ferenczi、モルガン、岩波書店） 1955
- 『十五少年漂流記』（ヴェルヌ、創元社、世界少年少女文学全集） 1955、のち角川文庫
- 『海底二万里』（ヴェルヌ、岩波少年文庫） 1956 - 1957
- 『言語道断!』（Me faire ça à moi, Ferenczi、モルガン、岩波書店） 1956
- 『レ・ミゼラーブル』第1 - 8（ヴィクトール・ユーゴー、角川文庫） 1956 - 1962
- 『奇巌城・怪盗紳士』（モーリス・ルブラン、東京創元社、世界大ロマン全集） 1957、のち文庫
- 『モーリス少年の冒険』（ポルシャ、東京創元社、世界少年少女文学全集） 1957
- 『地底旅行 / 黄犬亭のお客たち』（ヴェルヌ / マッコルラン、東京創元社、世界少年少女文学全集） 1957
「地底旅行」はのち角川文庫
- 『完全な愛』（L'Amour parfait, Ferenczi、クロード・モルガン、角川書店） 1958、のち角川文庫
- 『抑圧と自由』（シモーヌ・ウェーユ、東京創元社） 1958
- 『風車小屋だより』（ドーデー、講談社、少年少女世界文学全集） 1959
- 『家なき子』（ヱクトル・マロー、あかね書房、世界児童文学全集） 1960
- 『ファーブル昆虫記』（ファーブル、講談社、世界ジュニアノンフィクション全集） 1961
- 『黄色い部屋の秘密 / 黒衣夫人の香り』（ガストン・ルルー、東都書房、世界推理小説大系） 1962
「黄色い部屋の秘密」はのち講談社文庫
「黒衣夫人の香り」はのち創元推理文庫
- 『赤と黒』（スタンダール、集英社、世界の名作第10） 1964
- 『谷間のゆり』（バルザック、旺文社文庫） 1966
- 『犠牲者たち』（Les victimes、ボワロ&ナルスジャック、創元推理文庫） 1967
- 『シナ人の苦悶』（ヴェルヌ、集英社、ヴェルヌ全集11） 1968
- 『砂漠の秘密都市』（ヴェルヌ、集英社、ヴェルヌ全集） 1969
- 『辛亥革命見聞記』（ファルジュネル、石川布美共訳、平凡社東洋文庫） 1970
- 『ある男の首』（シムノン、講談社、世界推理小説大系） 1972
- 『必死の逃亡者』（ヴェルヌ、創元推理文庫） 1972
- 『サハラ砂漠の秘密』（ヴェルヌ、創元推理文庫） 1972

### アルセーヌ・リュパン全集
- 『怪盗紳士リュパン・リュパン対ホームズ』（モーリス・ルブラン、東京創元社、アルセーヌ・リュパン全集1）1959、のち文庫
- 『水晶の栓・奇巌城』（モーリス・ルブラン、東京創元社、アルセーヌ・リュパン全集2） 1959、のち文庫
- 『三十棺桶島』（モーリス・ルブラン、東京創元社、アルセーヌ・リュパン全集3） 1959、のち文庫
- 『金三角』（モーリス・ルブラン、東京創元社、アルセーヌ・リュパン全集5） 1960、のち文庫
- 『813の謎』（モーリス・ルブラン、東京創元社、アルセーヌ・リュパン全集6） 1960、のち文庫
- 『緑の目の令嬢・リュパンの冒険』（モーリス・ルブラン、東京創元社、アルセーヌ・リュパン全集9） 1960、のち文庫
「リュパンの冒険」は池田宣政訳
- 『バーネット探偵社、バール・イ・ヴァ荘』（モーリス・ルブラン、東京創元社、アルセーヌ・リュパン全集10） 1959、のち文庫